# DN15F
DN15F este un drum național secundar care leagă satul Săcălușești de satul Agapia, reședința comunei cu același nume. Capătul de vest reprezintă Mănăstirea Agapia, un reper turistic din sat